# Totally Bublé
Totally Bublé è un album di Michael Bublé, uscito nel 2003. L'album raccoglie i brani inseriti nella colonna sonora del film del 2001Totally Blonde, in cui recitò lo stesso Bublé.

## Tracce
1. That's How It Goes
2. Peroxide Swing
3. Me & Mrs. You
4. Love at First Sight
5. Anyone to Love
6. Guess I'm Falling for You
7. Tell Him He's Yours
8. Down with Love